# Escut de l'Iran
L'escut d'armes de la República Islàmica de l'Iran és un logotip que representa el monograma estilitzat d'Al·là en l'escriptura persa de l'àrab (الله) i alhora al·ludeix al dogma alcorànic resumit en la frase La ilaha il l-Al·lah ('No hi ha cap més Déu que Al·là'). Fou dissenyat per Hamid Nadimi i aprovat oficialment per l'aiatol·là Khomeini el 9 de maig de 1980. Forma part també de la bandera estatal, on apareix de color vermell damunt la franja central blanca.
L'emblema està format per quatre mitges llunes i una espasa. Les quatre mitges llunes construeixen el nom de Déu i, alhora, simbolitzen les quatre paraules del dogma islàmic de l'únic Déu (La ilaha il l-Al·lah). Les cinc parts de l'escut representen els Principis de la fe xiïta: Tawhīd (Déu és únic), Adl (la justícia de Déu), Nubuwwah (els profetes i missatgers de Déu), Imāmah (els dotze imams que guien la humanitat) i Yawm al-Qiyāmah (el Dia de la Resurrecció). Damunt l'espasa hi ha la xadda, símbol usat en l'alfabet àrab per doblar una lletra, que aquí dobla la força de l'espasa. La forma de l'emblema vol recordar una tulipa, per commemorar la gent que ha mort pel país: hi ha una antiga creença a l'Iran, d'arrels mítiques, segons la qual si un jove soldat mor per la pàtria damunt la seva tomba hi naixerà una tulipa. Aquests darrers anys ha estat considerada el símbol del martiri.

Bandera del xa Fath Ali, amb el Lleó i el Sol (1797-1834)

Té un codi propi en Unicode: dins la categoria de "Símbols variats" hi ha l'anomenat "símbol farsi", amb el codi U+262B (☫).
Es va crear arran de la revolució islàmica per tal de substituir el símbol imperial que fou utilitzat durant la monarquia: el lleó amb l'espasa per damunt d'un sol ixent. D'orígens que es remunten al segle xii, el Lleó i el Sol (en persa شیر و خورشی xir o khorxid) va esdevenir l'emblema nacional durant la dinastia Qajar, al segle xix, i figurava també al centre de la bandera a l'època dels Pahlavi (1925-1979).